# Paracerceis cohenae
Paracerceis cohenae là một loài chân đều trong họ Sphaeromatidae. Loài này được Kensley miêu tả khoa học năm 1984.